# Kyle Reyes
Kyle Reyes (10 ottobre 1993) è un judoka canadese.

## Palmarès
- Campionati panamericani

Edmonton 2015: argento nei -100kg;
Havana 2016: bronzo nei -100kg.
- Campionati mondiali cadetti

Liubiana 2013: oro nei -100kg.